# 邓赐平
邓赐平，男，籍贯福建漳平；华东师范大学心理与认知科学学院教授，博士生导师，发展与教育心理学研究所所长。研究领域为：认知与语言发展、认知发展障碍及其潜在认知神经基础。

## 教育经历
1991年于华东师范大学心理系获学士学位，1995年考取同校硕士生，2001年获博士学位并留校任教，任讲师、副教授、教授。

## 研究经历
始于研究生阶段，邓赐平关注儿童认知发展，尤其兴趣于儿童心理理论与执行功能的发展，曾于《心理学报》、《心理科学》、《心理发展与教育》等杂志发表一系列有关儿童心理理论和执行功能发展等领域的研究论文，2009年出版了领域研究专著《儿童心理理论的发展》。期间曾翻译美国著名发展心理学家J. H. 弗拉维尔(John H. Flavell)等人的重要论著《认知发展》（第四版）。
2004年9月，邓赐平受邀在加拿大阿尔伯塔大学J.P.Das发展障碍中心访问，其后成为加拿大著名心理学家J.P.Das 在中国大陆的研究合作者，将J.P.Das等人基于智力的PASS模型的认知评估系统（DN:CAS）引入中国大陆，开展系列适应性研究，并应用于系列有关中国儿童认知能力的测查研究。
近年来邓赐平关注儿童认知发展障碍以及神经机制，其团队试图从临床和学校衔接的视角，深化有关注意障碍（如ADHD,ADD）、汉语儿童阅读障碍、计算障碍及其他各类中小学生学业困难的评估、诊断和干预研究。